# Michel Tauriac
Michel Tauriac-Lenfant dit Michel Tauriac, né le 21 juin 1927 à Versailles et mort le 26 décembre 2013 à Paris 15e, est un journaliste et écrivain français.

## Biographie
Michel Tauriac a participé dans les rangs français à la Guerre d'Indochine
À son retour en 1950, il commence une carrière de grand reporter (notamment en Indochine et au Proche-Orient), journaliste et de producteur dans la presse écrite (Panorama, Paris-Presse, Rassemblement, Journal du Combattant, rédacteur en chef de France-Dimanche) et surtout à la radio (RTL, France Inter, Radio-France) et à la télévision (producteur du magazine télévisé « Au rendez-vous des grands reporters », rédacteur en chef de 24 heures sur la Une). Il est également producteur de l'émission Vécu sur France Inter entre 1978 et 1981, directeur-adjoint de l'information à Radio France, puis conseiller technique au cabinet du président de Radio France entre 1986 et 1988 et du directeur général de Radio France de 1989 à 1991.
Il a écrit une vingtaine de romans et de documents dont plusieurs sont inspirés par son expérience de l'Asie du Sud-Est et par la Louisiane.
À partir du roman Jade (1987), il a toujours voulu que la couverture de ses romans soit dessinée par un illustrateur belge, Hubert Gérin.
Le personnage et l’œuvre du général de Gaulle le fascinaient depuis son adolescence. Il a réalisé sur lui de nombreuses émissions dans la presse écrite et audiovisuelle. Après la mort du général, il a fait la connaissance de l'amiral de Gaulle et publié des livres avec lui.
Il a présidé l'association des écrivains combattants et était membre de l'Institut Charles-de-Gaulle et de l'Académie des sciences d'outre-mer. Il était président d’honneur de l’Association France-Louisiane.
En 1973, Michel Tauriac choisit la ville de Mazamet pour une campagne choc contre la violence routière : Mazamet, ville morte. Elle possédait en effet le même nombre d'habitants que celui des tués sur la route en France l'année précédente. La ville fut filmée du sol et des airs avec ses habitants allongés à même l'asphalte des rues et des trottoirs (comme s'ils étaient morts) et le documentaire qui en fut tiré fut diffusé sur la première chaîne peu après, sous le titre « Une ville rayée de la carte ».

## Œuvres
ouvrages liés au général de Gaulle
- De Gaulle, mon père (entretien avec Philippe de Gaulle)
- Vivre avec de Gaulle - Les derniers témoins racontent l'homme, Plon, 2008
- Dictionnaire amoureux de De Gaulle
- Les Trente jours qui ont fait De Gaulle (Éditions Économica, 2001)
- De Gaulle avant de Gaulle, Plon, 2013

autres thèmes (romans et documents)
- Jade, Gallimard, 1987
- La Nuit du Têt, Plon, 2000
- Viêt-Nam, le dossier noir du communisme de 1945 à nos jours, Plon, 2001
- Évangéline, 1995
- La Fille de couleur, 1998
- Les Années créoles. La Catastrophe. La Fleur de la passion. Sangs mêlés, Omnibus, 1996
- La Louisiane aujourd'hui, Éditions du Jaguar
- Angkor : gloire, chute et résurrection, Perrin, 2002
- Annam : Huế l'éternelle, Imprimerie nationale, 2000
- Les Bas noirs, 1987
- La Fleur de la Passion, 1983
- La Vie sans fin, 1979
- La Catastrophe, La Table Ronde, 1982, Prix Claude-Farrère (1983)
- Les Yeux bridés, 1968
- La Tunique de soie, 1993
- Le Père caché, Plon, 2006

bibliographie plus complète : http://www.lettresdumekong.fr/a_tauriac__michel_4464.htm

## Distinctions et récompenses

### Distinctions professionnelles
- Prix Pierre Mille du journalisme (1986),
- Prix Dupleix (2000),
- Prix Honneur et Patrie (2004),
- Prix Saint-Simon (2004),
- Médaille de vermeil de la Ville de Paris.

### Décorations
- Commandeur de la Légion d'honneur
- Officier de l'ordre national du Mérite
- Commandeur de l'ordre des Arts et des Lettres
- Croix de guerre des Théâtres d'opérations extérieurs
- Médaille d'Outre-Mer (ex médaille coloniale)